# Priedaine
Priedaine es un barrio de la ciudad de Jūrmala, Letonia.

## Superficie
Posee una superficie de 3,8 kilómetros cuadrados (380 hectáreas).

## Población
Hasta 2008 presentaba una población de 699 habitantes, con una densidad de población de 183,9 habitantes por kilómetro cuadrado.